# Janette Koos
Janette Koos (* Mitte der 1970er-Jahre in der DDR) ist eine ehemalige deutsche Kinderdarstellerin.

## Leben
Janette Koos wuchs in der DDR auf.
Im Kindesalter wurde Koos im Jahr 1978 nach einem Casting für die Rolle der Sophia Mai (Rufname: Zöpfchen) in dem vom DDR-Fernsehen produzierten Film Aber Vati! – Fünf Jahre danach besetzt. In dem Film spielte sie die jüngste Tochter von Erwin Mai (Erik S. Klein) und Monika Mai (Helga Labudda).
Janette Koos war danach nicht mehr als Schauspielerin vor der Kamera tätig. Über ihren weiteren Lebensweg wurden bislang keinerlei Informationen veröffentlicht.

## Filmografie
- 1979: Aber Vati! – Fünf Jahre danach